# Vorwerksgasse 4 (Weimar)

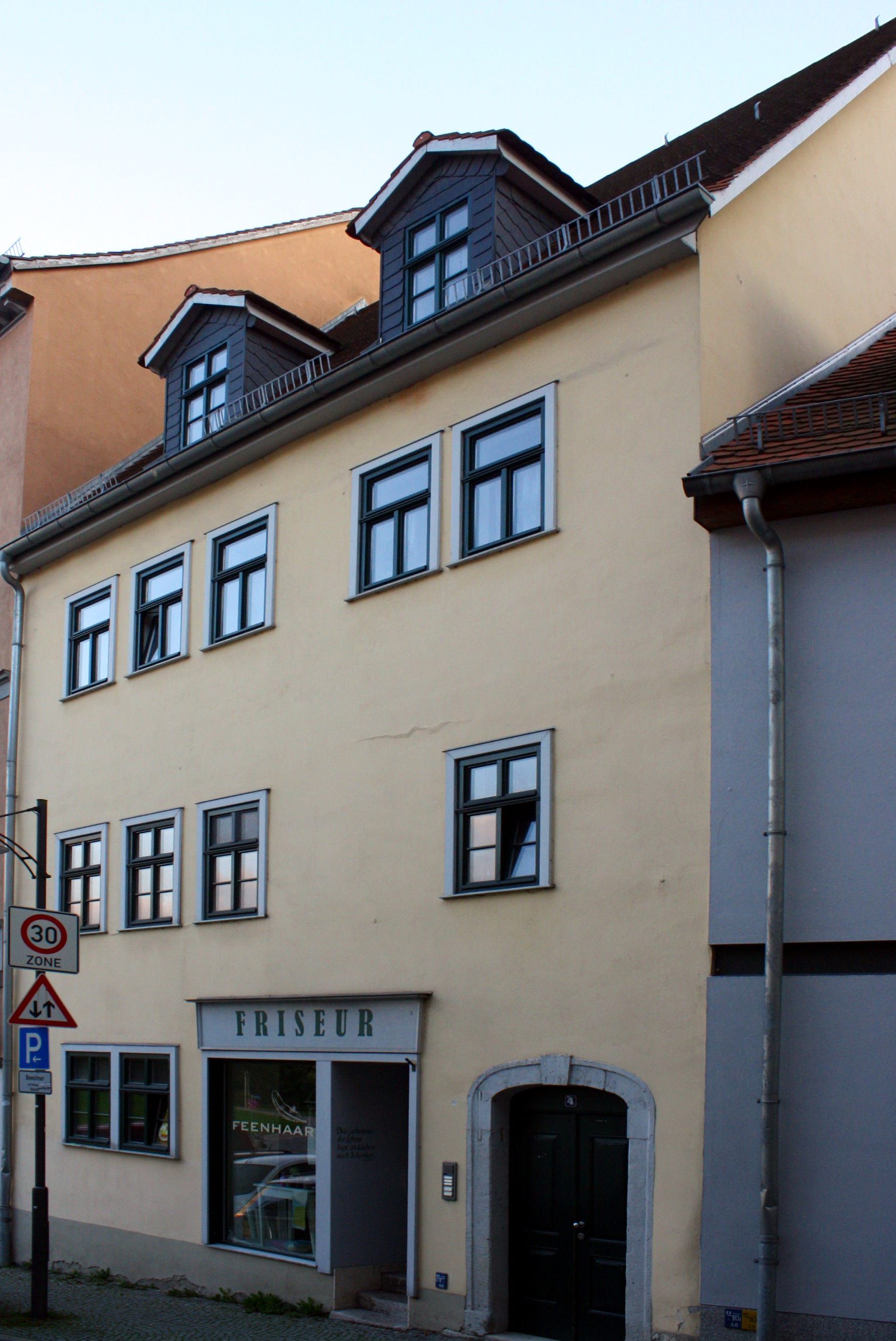
Vorwerksgasse 4

Das Haus Vorwerksgasse 4 ist ein Wohn- und Geschäftshaus in der Weimarer Altstadt. Die gesamte Vorwerksgasse steht als Ensemble unter Denkmalschutz. Das Haus Vorwerksgasse 4 ist als Einzelobjekt denkmalgeschützt.
Der dreigeschossige Renaissancebau entstand in der zweiten Hälfte des 16. Jahrhunderts. Der Bauherr ist unbekannt. Im Jahr 1797 wurde das korbbogige Werksteinportal geschaffen, was am Schlussstein zu ersehen ist. Im Jahre 1895 kam es zu einem Dachstuhlbrand, in dessen Folge das Dachwerk neu errichtet wurde. Gleichzeitig entstand im Erdgeschoss ein Ladengeschäft. Im Jahre 2000 wurde das Dachwerk erneuert. Laut dem Kunsthistoriker Rainer Müller stellt die Holzstube im ersten Obergeschoss eine Besonderheit dar, da sie entgegen der üblichen Bauweise ein integraler Bestandteil der statischen Konstruktion des Hauses ist, bei der die Eckstiele, die waagerecht in die Bohlen eingelassen wurden, die Lasten aufnehmen.